# Melissa Peperkamp
Melissa Peperkamp (Utrecht, 22 april 2004) is een Nederlands snowboardster. Ze is meervoudig Nederlands kampioen. Op de Olympische Jeugdwinterspelen 2020 won ze een zilveren medaille op het onderdeel slopestyle en brons op het onderdeel Big air. Ze plaatste zich op deze beide onderdelen voor de Olympische Winterspelen 2022. Op de slopestyle werd ze dertiende en op het onderdeel Big air werd ze zesde.